# Schronisko PTTK na Luboniu Wielkim
Schronisko PTTK im. Stanisława Dunin-Borkowskiego na Luboniu Wielkim – górskie schronisko turystyczne Polskiego Towarzystwa Turystyczno-Krajoznawczego położone w Beskidzie Wyspowym, znajdujące się na szczycie Lubonia Wielkiego, na wysokości 1022 m n.p.m.

## Historia
Schronisko powstało z inicjatywy Oddziału Polskiego Towarzystwa Tatrzańskiego w Rabce. Do budowy przystąpiono w czerwcu 1930. Projekt obiektu opracował Jerzy Czoponowski i prof. Stanisław Dunin-Borkowski. Budowę sfinansował oddział ze środków własnych, pomocy Ministerstwa Robót Publicznych oraz zbiórek i składek. Oddane zostało do użytku 9 sierpnia 1931. Do wybuchu II wojny światowej gospodarzami schroniska byli: Eleonora Czoponowska (1931), Anna Smietana (1931-1932), Stanisław Dunin-Borkowski (1933-1936) oraz Karolina Kaleciak (od 1936).
W trakcie wojny obiekt był dalej prowadzony przez Karolinę i Józefa Kaleciaków. Pod koniec wojny, od sierpnia do późnej jesieni 1944, schronisko stało się bazą dla partyzantów Armii Krajowej. Szczęśliwie uniknęło spalenia przez Niemców, którzy w drugiej połowie 1944 przystąpili do działań, zmierzających do likwidacji oddziałów partyzanckich. Obiekt został uratowany dzięki odwadze i determinacji Karoliny Kaleciak.
Po wojnie, w 1953, uruchomiono przy schronisku stacje meteorologiczną, wykopano studnię oraz doprowadzono linię telefoniczną. W 1961 w pobliżu schroniska wybudowano Radiowo-Telewizyjny Ośrodek Nadawczy Luboń Wielki, natomiast w 1962 do schroniska doprowadzono linię elektryczną.
Z okazji jubileuszu 40-lecia obiektu, 26 września 1971 schronisko otrzymało imię Stanisława Dunin-Borkowskiego. Schronisko zajęło ostatnie miejsce w 2019 w Rankingu Schronisk Górskich magazynu „n.p.m.”.

### Msza dziękczynna
Od 1999 r. na przy schronisku odbywają się msze dziękczynne za uratowanie schroniska od zniszczenia podczas II wojny światowej. Od 2008 r. msze odbywają się w wybudowanej niedaleko od schroniska kaplicy w której znajduje się figura Matki Boskiej Lubońskiej. Współorganizatorami wydarzenia są: Związek Podhalan oddział w Rabce Zdrój i w Skomielnej Białej, PTTK oddział w Rabce Zdrój, Schronisko PTTK na Luboniu Wielkim, GOPR oddział w Rabce i Parafia Matki Bożej Częstochowskiej w Rabce-Zarytem.

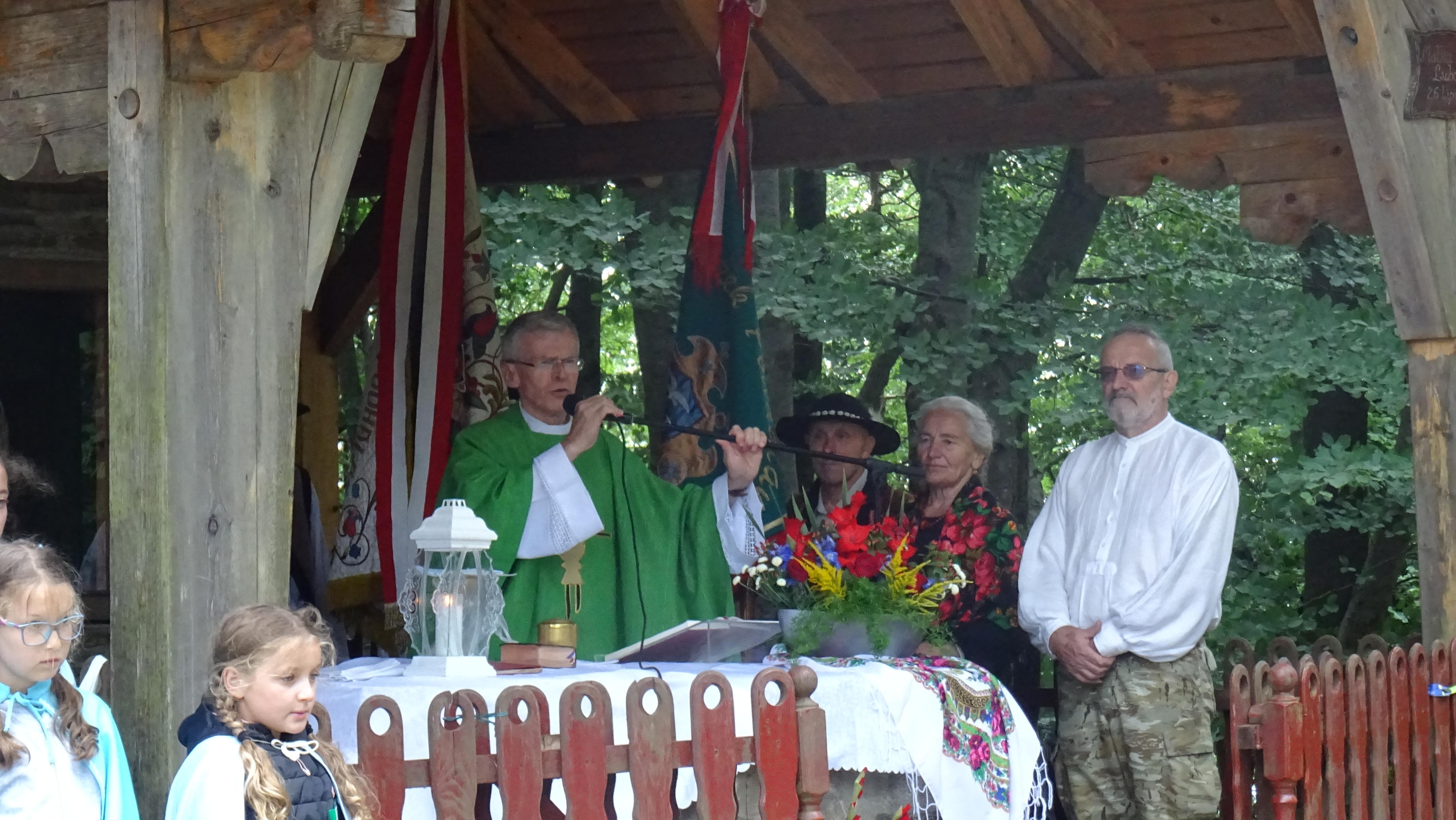
Msza święta w kaplicy.
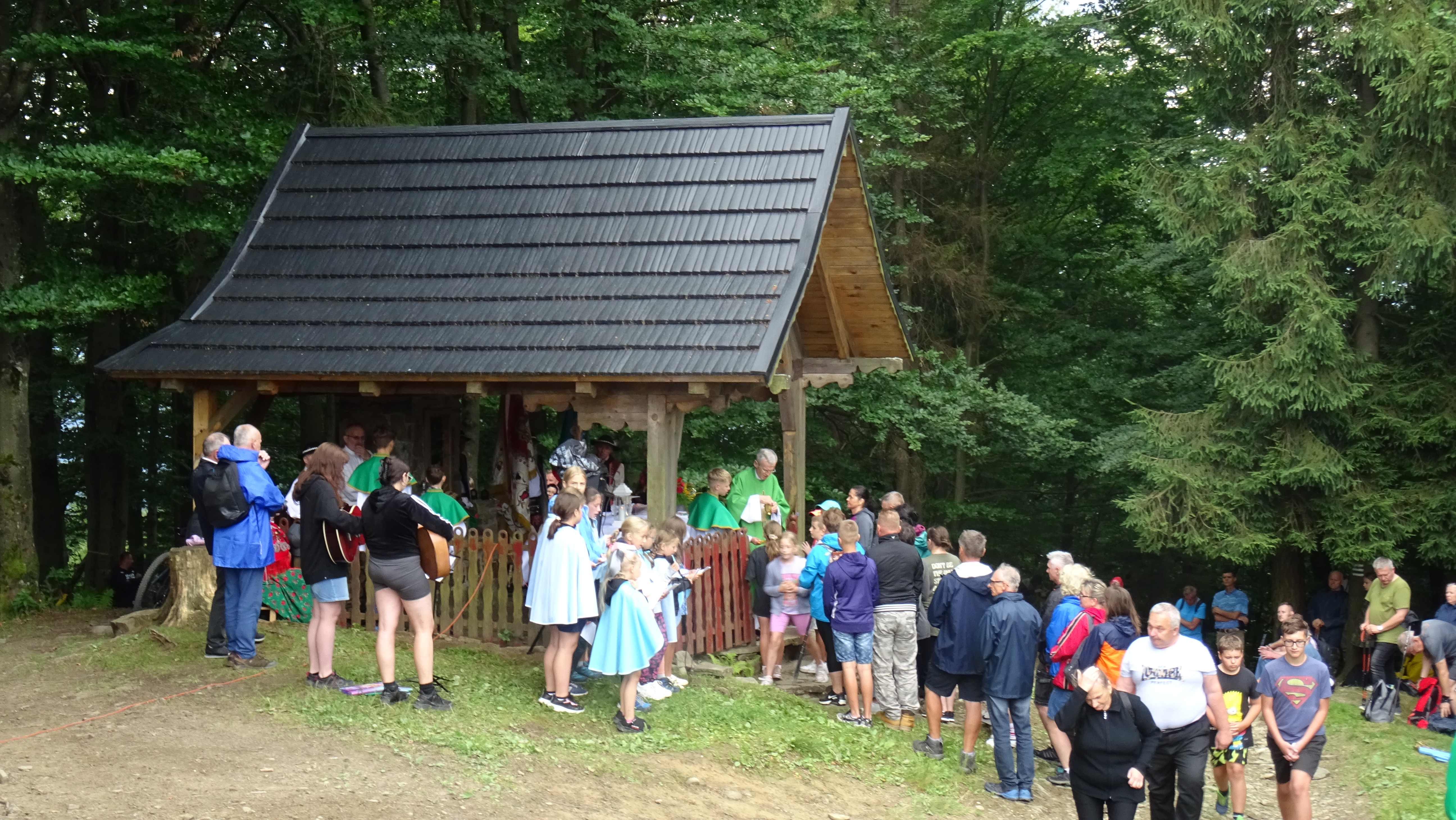

## Oferta
Schronisko ma oryginalny wygląd, przypomina nieco domek Baby Jagi. Jako jedyne wśród schronisk posiada duży 9-osobowy pokój z oknami na cztery strony świata, z których rozpościera się rozległa panorama.
Schronisko dysponuje łącznie 25 miejscami noclegowymi w pokojach dwu- i wieloosobowych. Oprócz 9-osobowego pokoju ma 16 miejsc w oddzielnym budynku. Posiada także świetlicę, bufet turystyczny, prysznic. W otoczeniu schroniska znajduje się zadaszona kaplica, budka, stoły i ławki dla turystów, miejsce na ognisko. Z polany przy schronisku rozpościera się widok na północną i zachodnią stronę, szczególnie dobrze widać Szczebel, Lubogoszcz, Babią Górę i Beskid Makowski.
Schronisko czynne jest cały rok. W zimie odśnieżany jest zielony szlak turystyczny z Rabki-Zarytego. Możliwość uprawiania paralotniarstwa. Nieco poniżej schroniska znajduje się rezerwat przyrody Luboń Wielki z największym w całym Beskidzie Wyspowym gołoborzem i jaskiniami.
Budynek schroniska jest wpisany do rejestru zabytków (nr A-1184/M z 14.12.2009).

## Kierownicy schroniska na Luboniu Wielkim[5]
- Eleonora Czoponowska (1931)
- Anna Śmietana (1931-1932)
- Stanisław Borkowski (1933-1936)
- Karolina Kaleciak (1936-1953)
- Bolesław Bursztyn z żoną Stanisławą (1953-1956)
- Józef Kluczewski z żoną Marią (1956-1958)
- Mieczysław Zabierowski (1958-1959)
- Bolesław Bursztyn z żoną Stanisławą (1959-1964)
- Józef Skawiańczyk z żoną (1964–1968)
- Janina Skawiańczyk (1968–1974)
- Antoni Kiersztyn (1974–1976)
- Piotr Tatar (1976–1978)
- Jacek Śliwa (1978–1979)
- Stanisław Jagieła z żoną (1979-1983)
- Adam Nodzyński z żoną (1983–1987)
- Cezary Woźniak (1987–1991)
- Rafał Śmiech (1991–1994)
- Tadeusz Pietrzak (1994–1999)
- Krzysztof Knofliczek (od 1999).

## Szlaki turystyczne
Do schroniska dojść można kilkoma szlakami:
 – żółty z Rabki-Zaryte, tzw. Perć Borkowskiego prowadząca przez rezerwat przyrody. Jest to najtrudniejszy szlak, w obrębie rezerwatu wspinaczka po skałach. Czas przejścia: 2 godz. (↓ 1.30 godz.), przewyższenie 560 m, odległość 5,1 km
 – zielony z Rabki-Zdroju. Czas przejścia: 3.05 godz. (↓ 2.15 godz.), przewyższenie 541 m, odległość 8,2 km
 – czerwony z Mszany Dolnej przez przełęcz Glisne. Czas przejścia: 2.15 godz. (↓ 1.50 godz.), przewyższenie 560 m, odległość 8,3 km. Jest to tzw. Mały Szlak Beskidzki, który kończy się właśnie tu, na szczycie Lubonia Wielkiego
 – niebieski z Rabki Zaryte wzdłuż Rolskiego Potoku. Czas przejścia: 1.20 godz. (↓ 0.50 godz.), przewyższenie 550 m, odległość 3,3 km
 – niebieski z Naprawy Dolnej przez Luboń Mały i Polanę Surówki. Czas przejścia: 2.15 godz. (1.40 godz.), przewyższenie 460 m, odległość 7,6 km

## Galeria

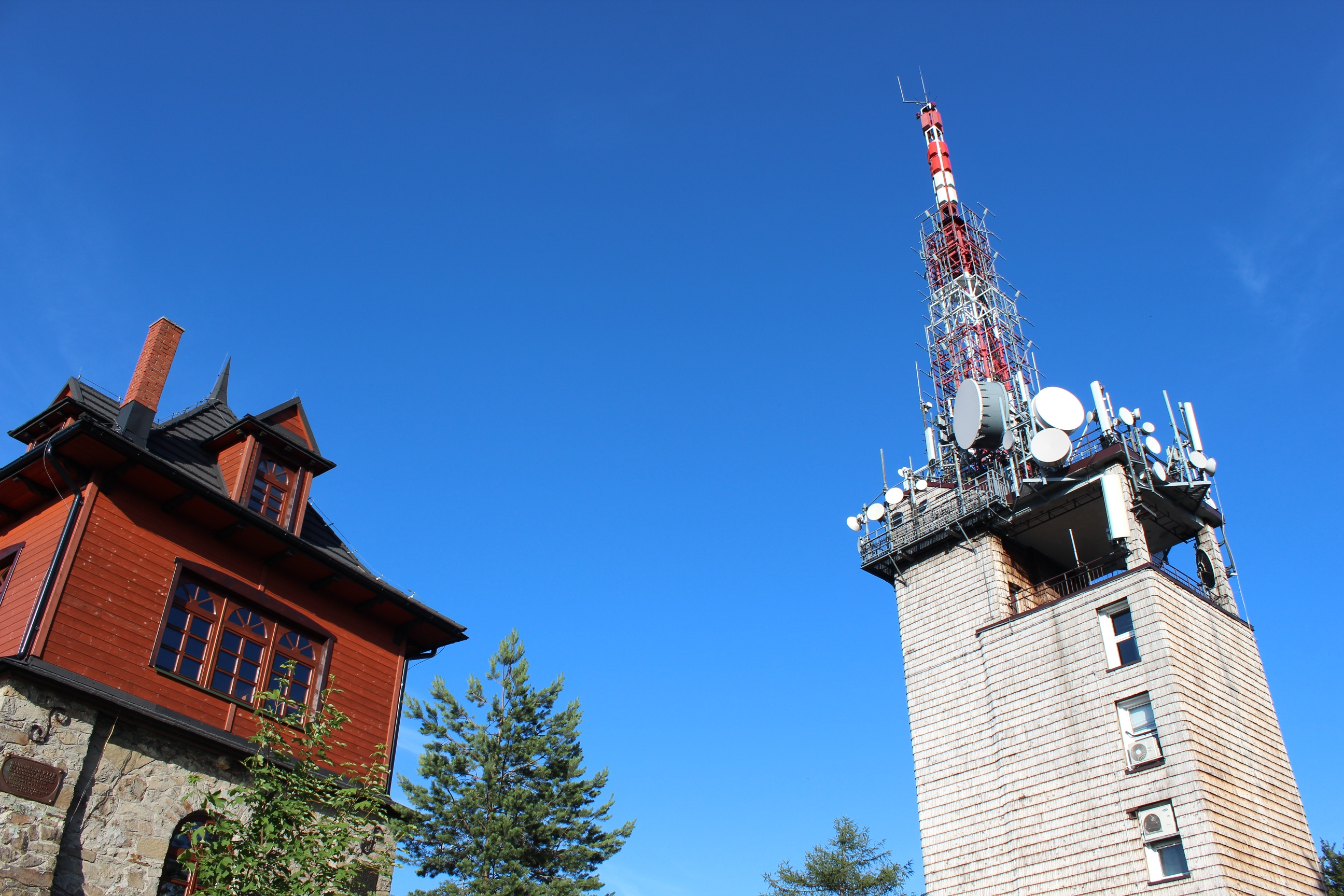
Budynek główny schroniska i RTON Luboń Wielki
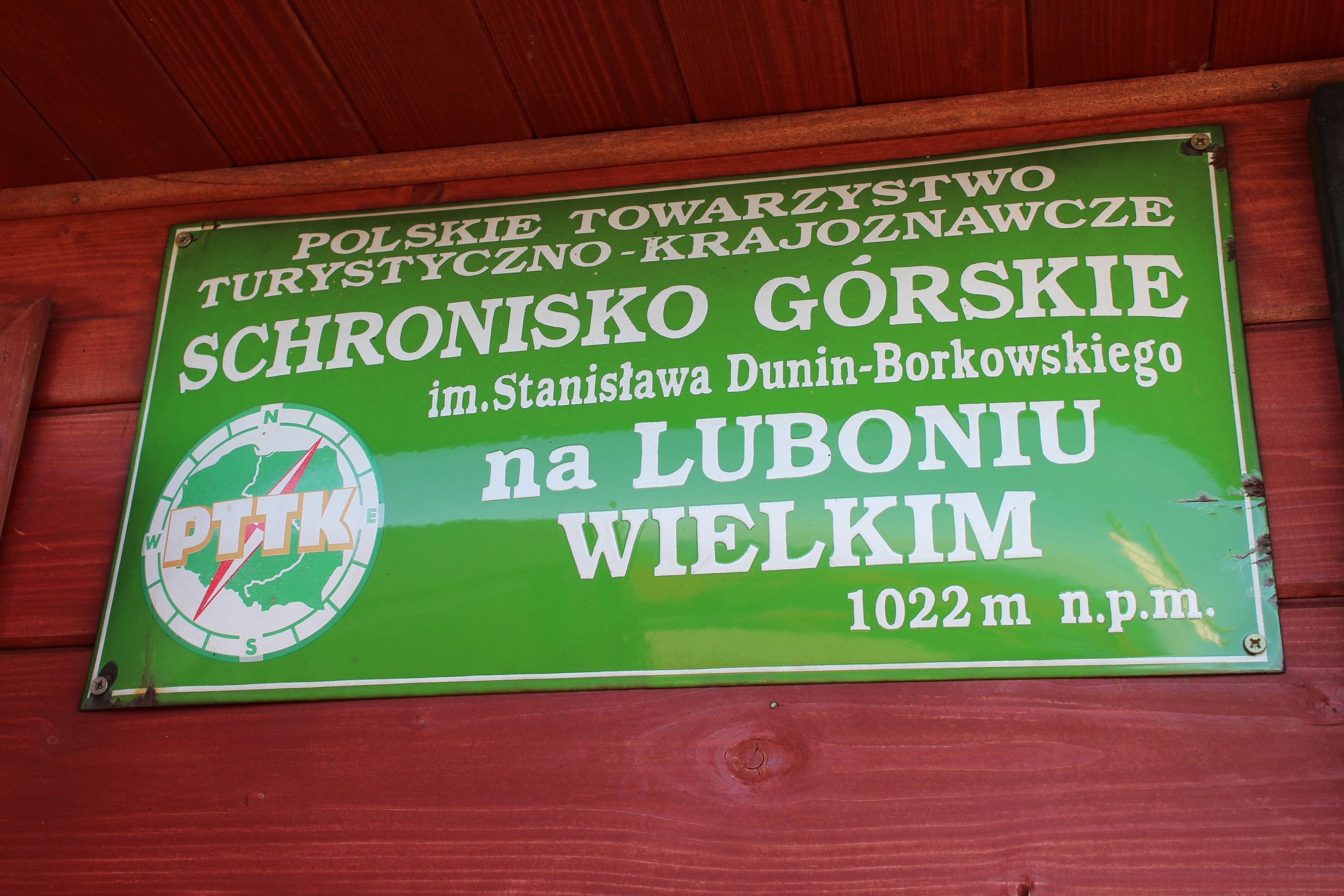
Tablica z nazwą schroniska
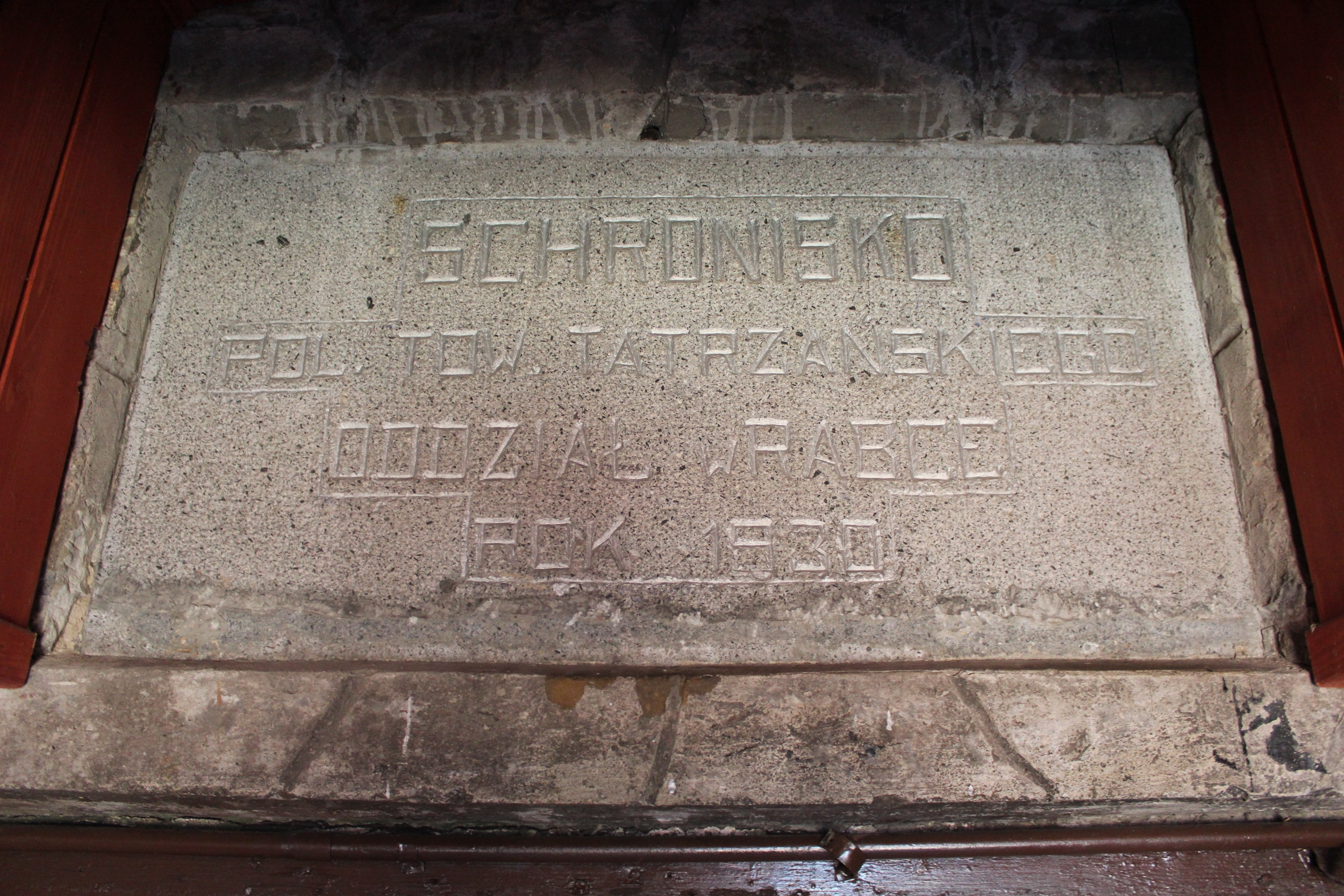
Tablica z rokiem rozpoczęcia budowy schroniska
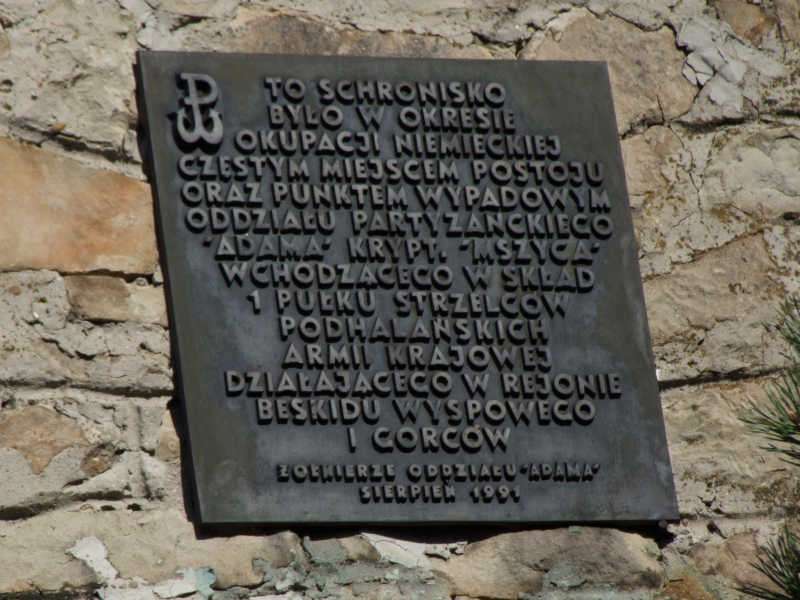
Tablica upamiętniająca wydarzenia II wojny światowej
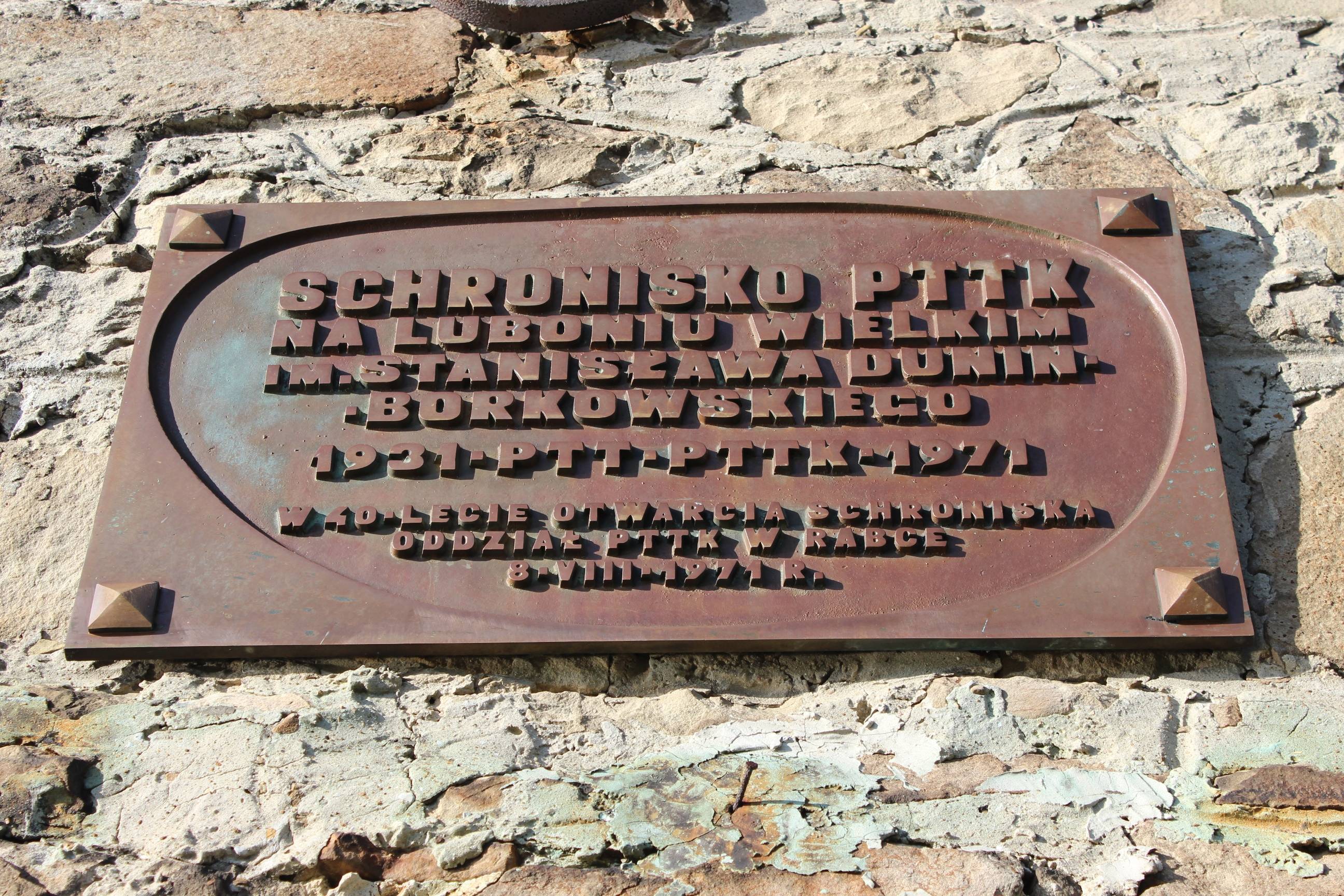
Tablica pamiątkowa 40-lecia schroniska
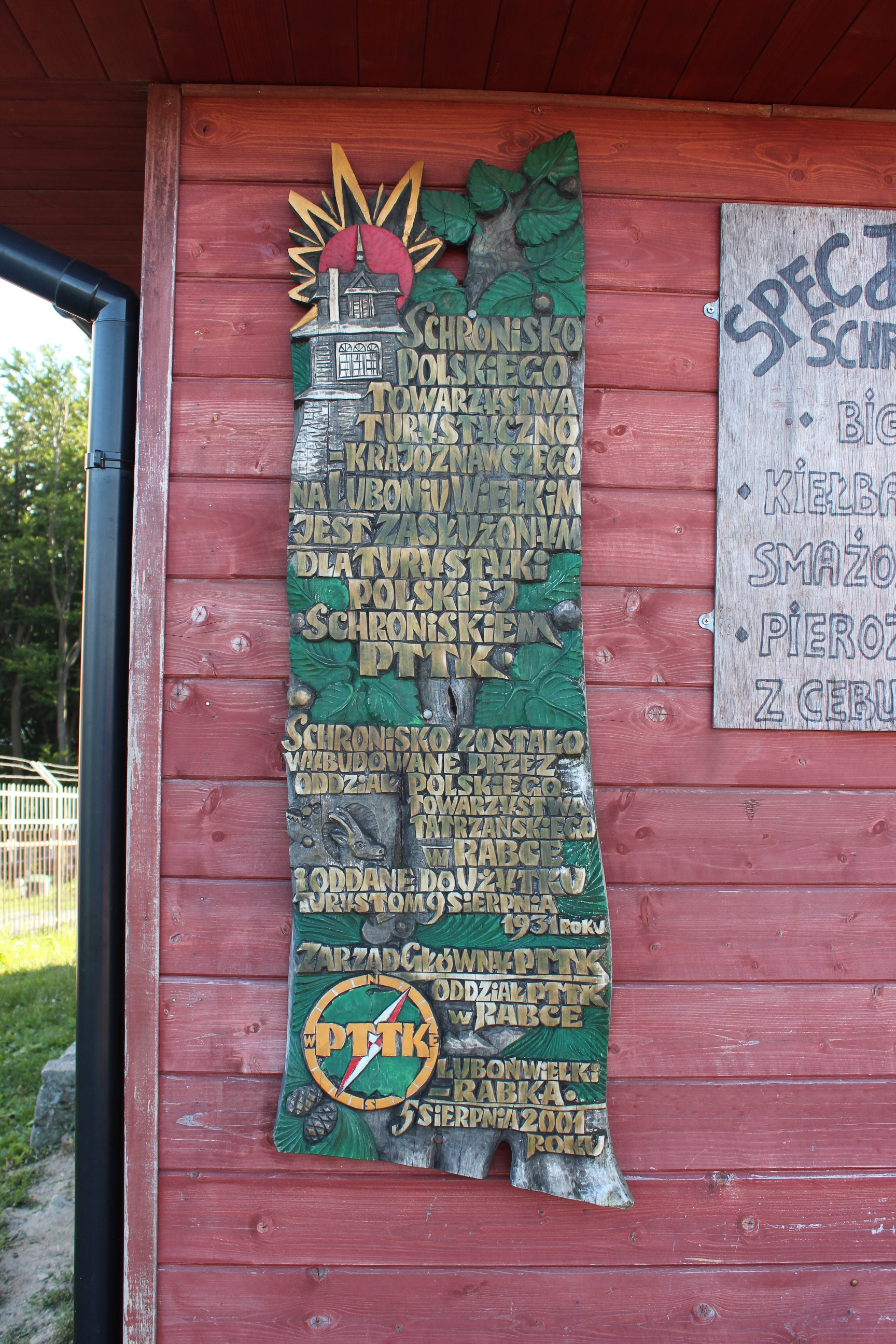
Tablica pamiątkowa 70-lecia schroniska
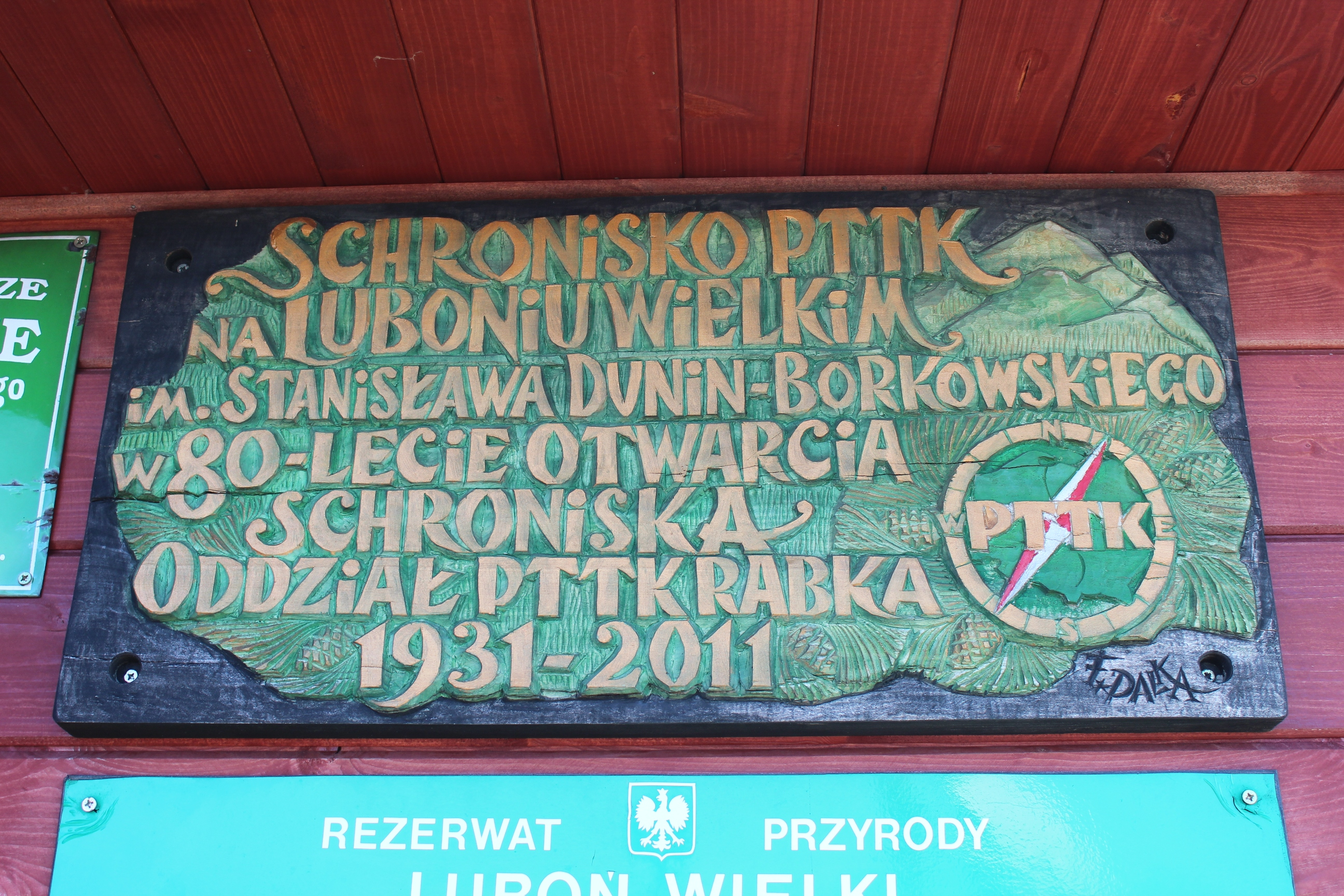
Tablica pamiątkowa 80-lecia schroniska
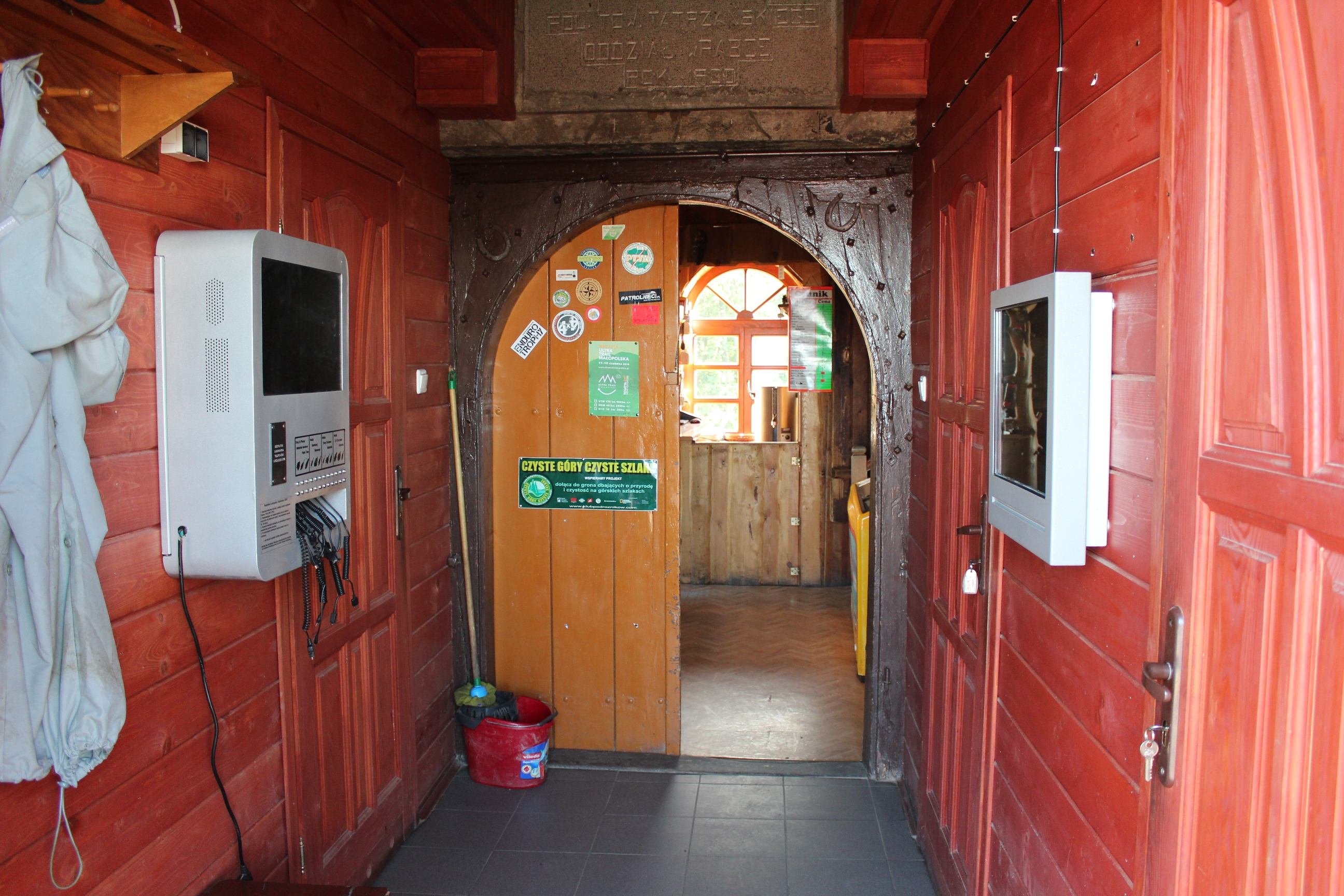
Wejście do schroniska
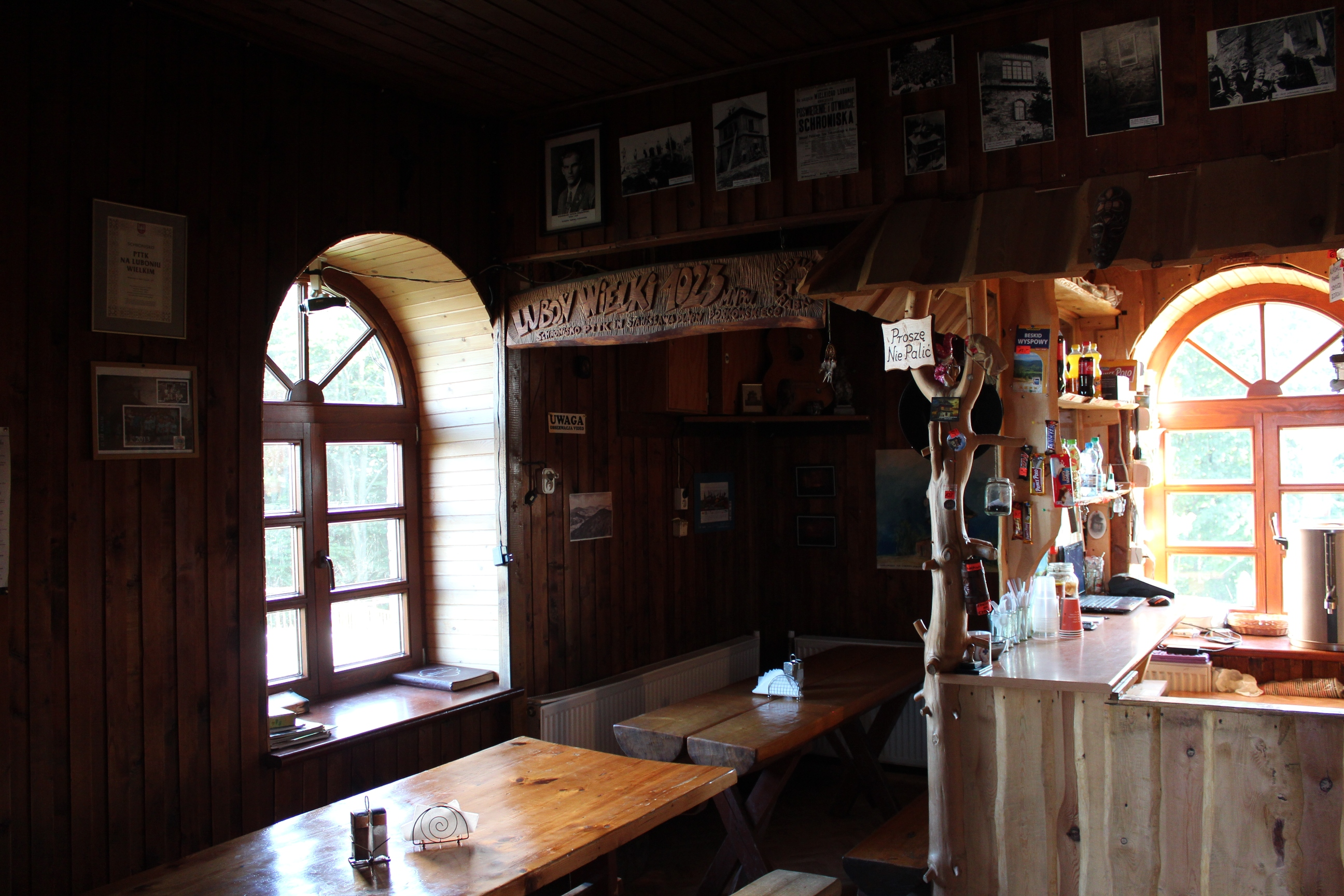
Bufet
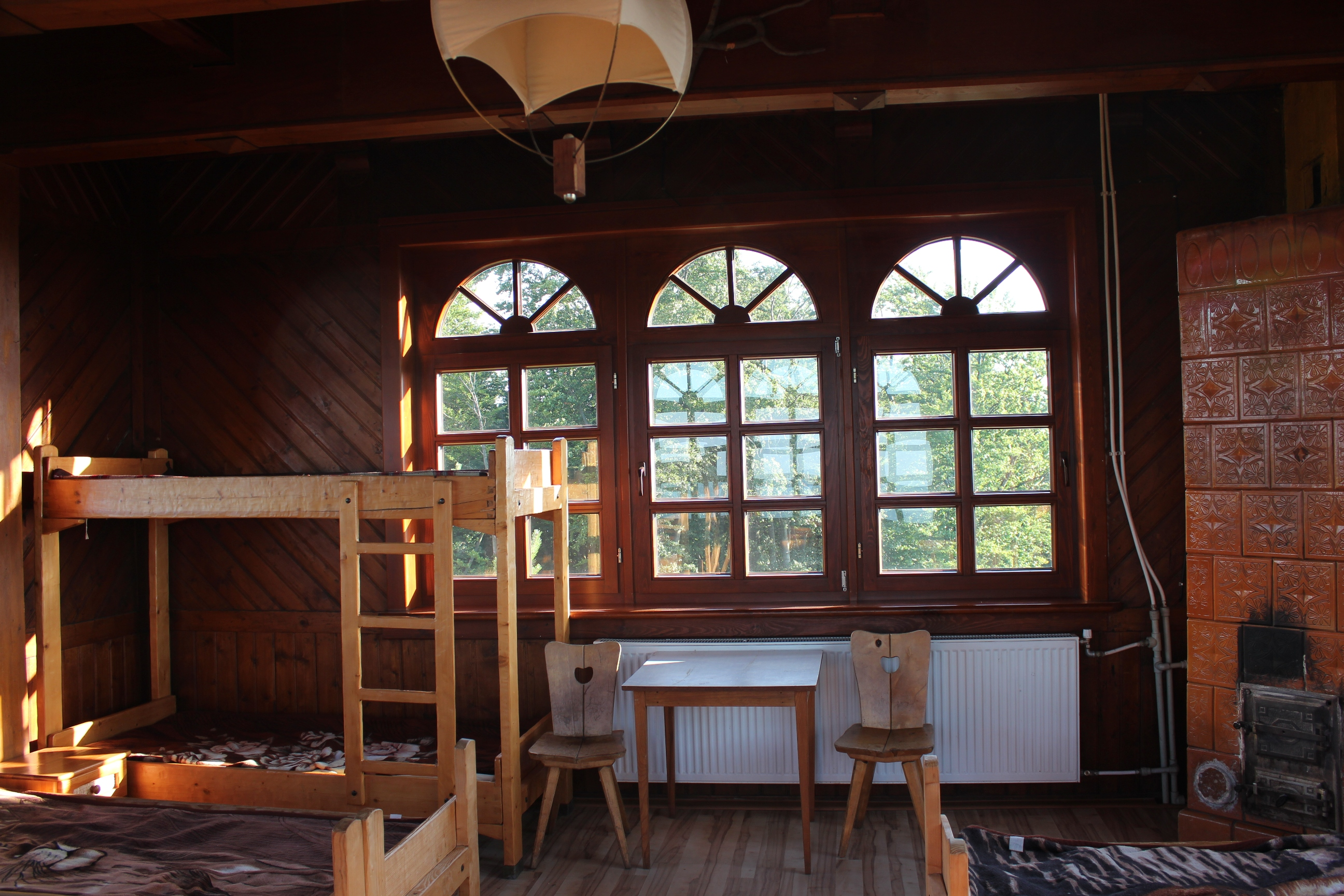
Sypialnia na I piętrze
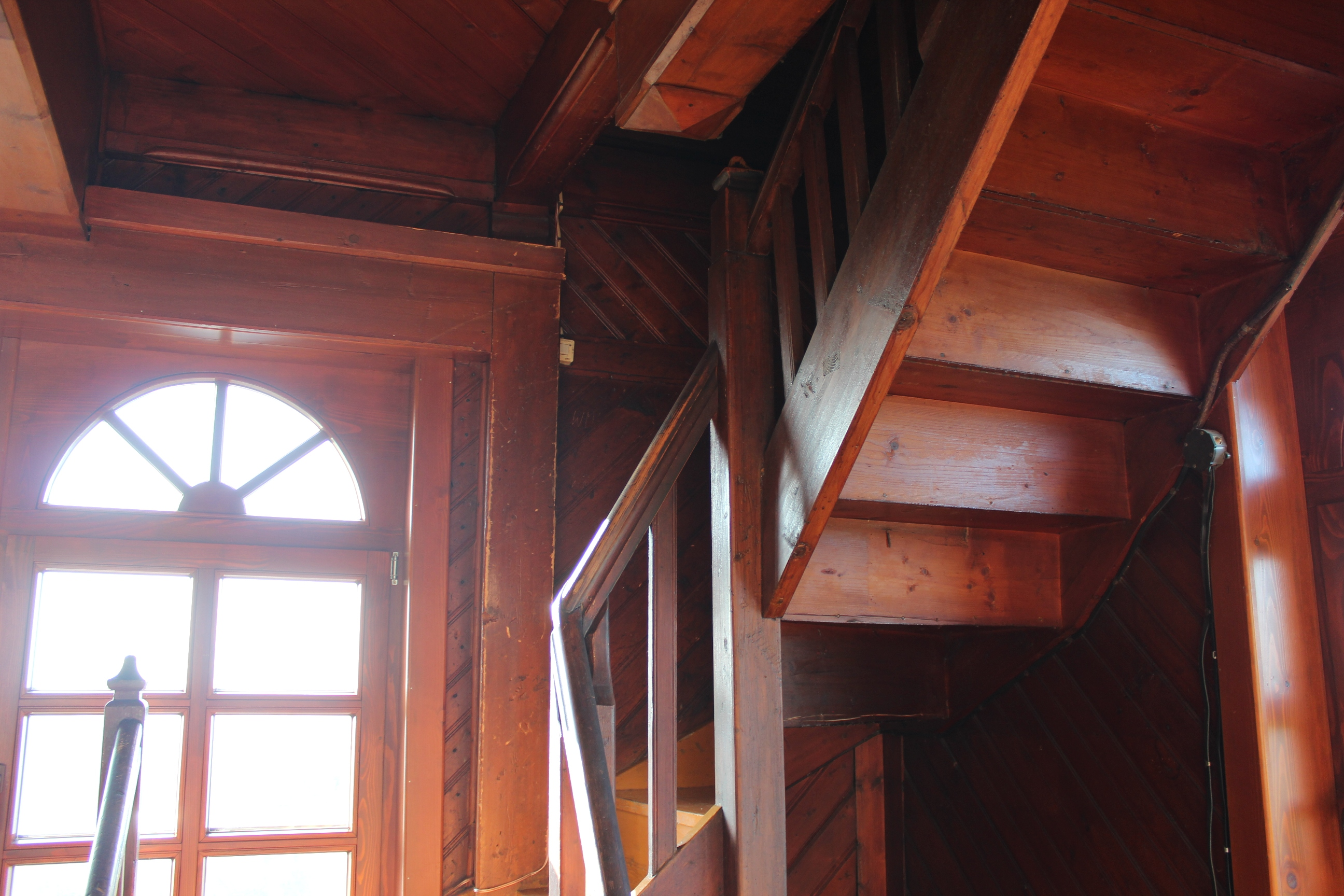
Wejście na poddasze
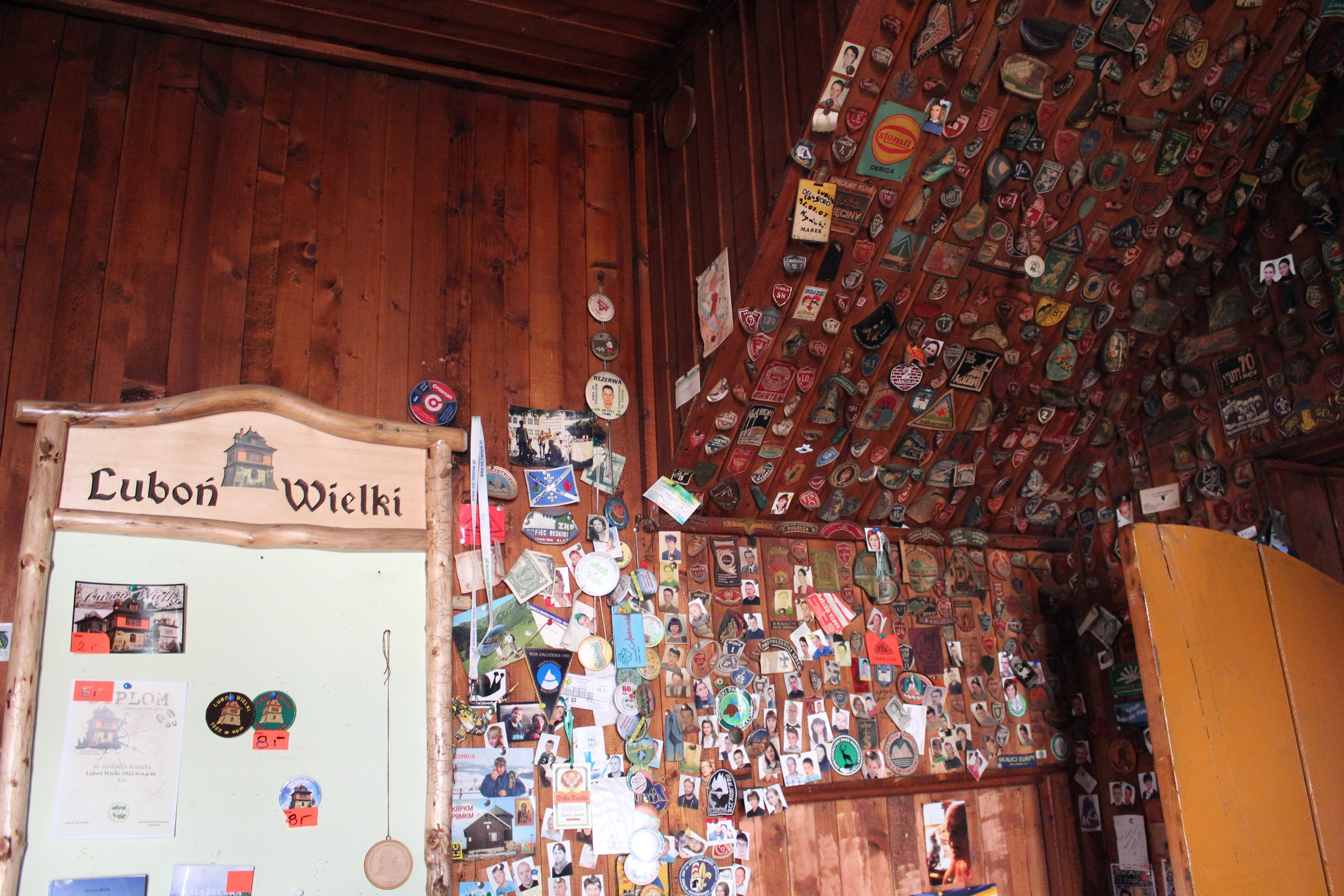
Pamiątkowe plakietki na ścianie schroniska
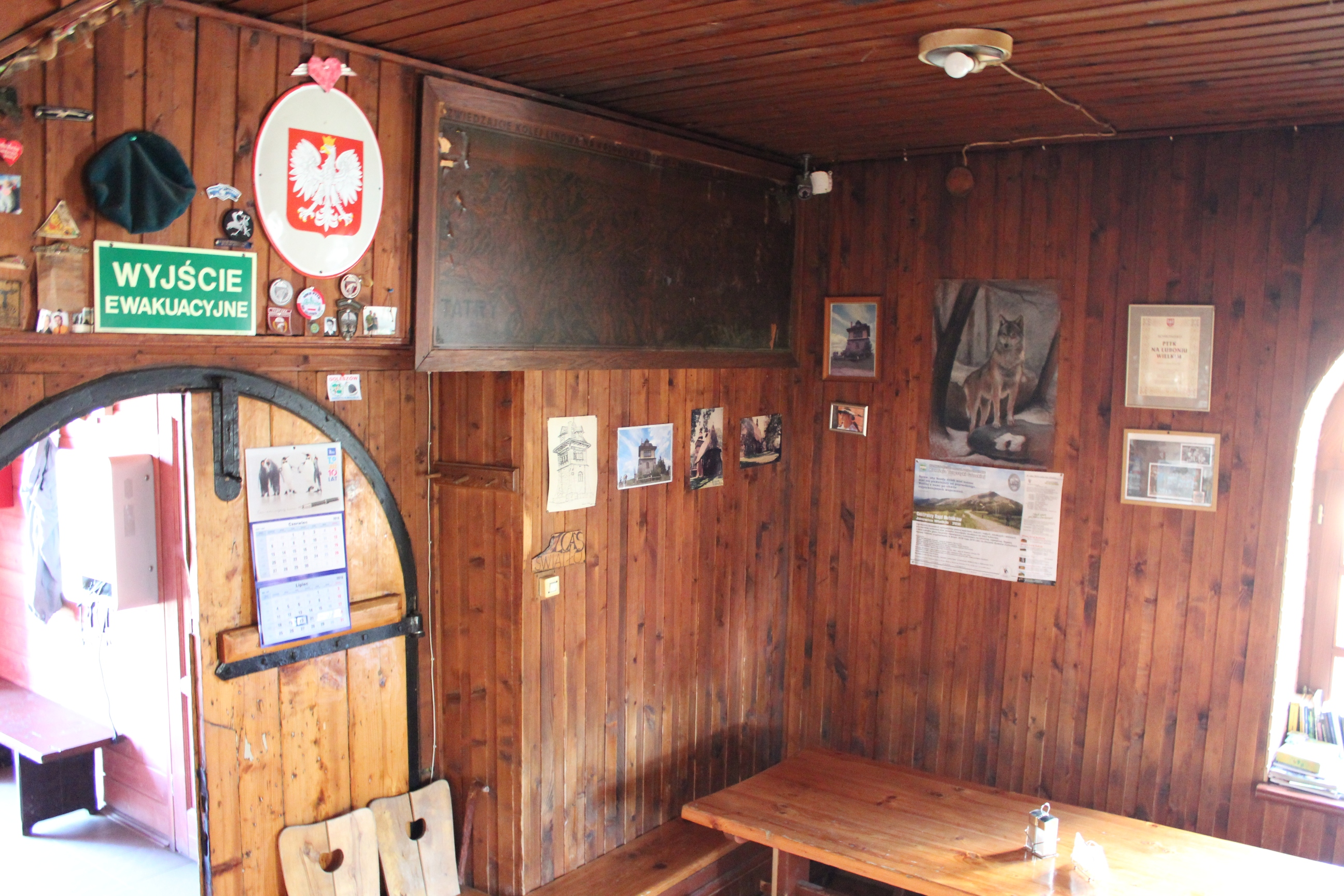
Wyjście ze schroniska
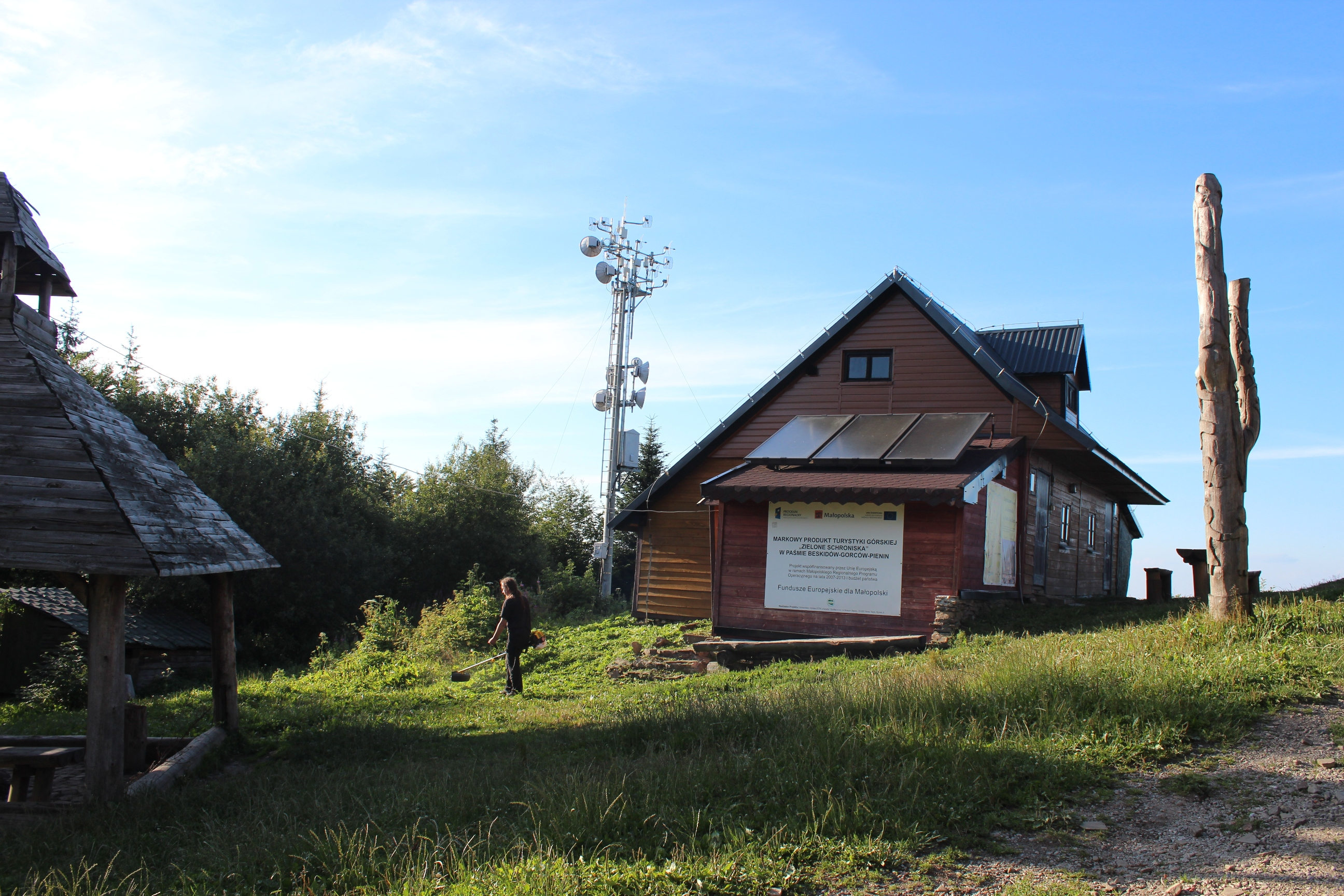
Budynek z noclegami w okresie letnim
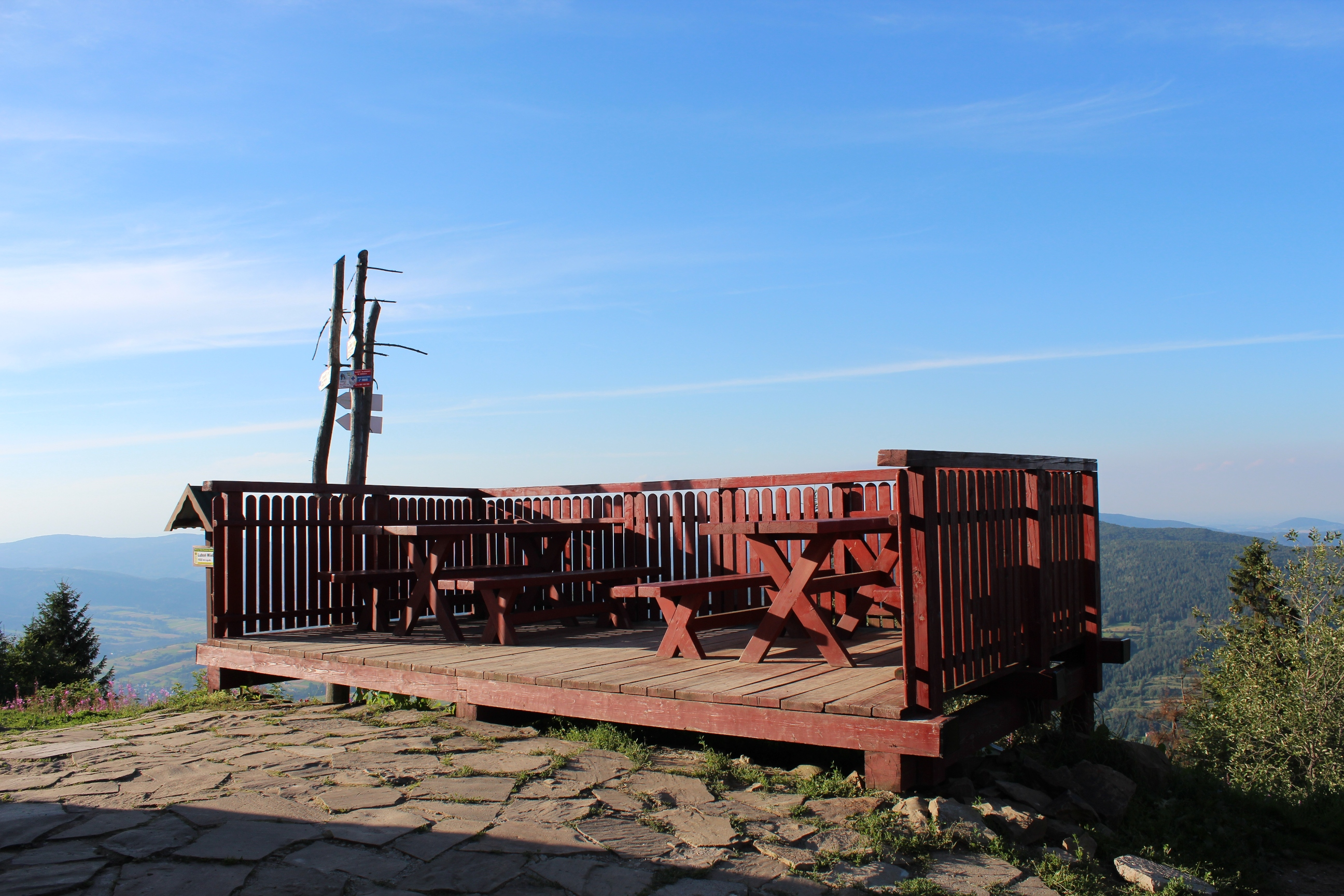
Taras widokowy przy schronisku